# Божко, Александр Гавриилович
Алекса́ндр Гаврии́лович Божко́ (род. 24 августа 1947) — советский и российский оператор-постановщик и фотограф.

## Биография
Работает с 1966 года на Центральном телевидении, в творческом объединении «Экран», а также на киностудии «Мосфильм». Кинооператор-постановщик высшей категории. Снял более 50 фильмов и фильмов-спектаклей. Первый фильм «Гаргантюа и Пантагрюэль» как оператор-постановщик снял в 1973 году. В этом фильме все роли исполнял артист А. Калягин.
Лауреат журналистской премии «Золотое перо России». Как фотограф стал соавтором книг «Поэзия народного костюма» (1975, текст М. Н. Мерцаловой) и «Краски Нечерноземья» (1976). Автор фотоальбома о поездке М. С. Горбачёва в Индию.

## Фильмография

### Художественные фильмы и фильмы-спектакли
- 1975 — «Ольга Сергеевна» — 8 серий, ЦТ, 2-й оператор в соавт. (режиссёр Александр Прошкин)
- 1975 — «Из записок Лопатина» — ЦТ (режиссёр Иосиф Райхельгауз)
- 1976 — «Милый лжец» — ЦТ (режиссёр Анатолий Эфрос)
- 1985 — «Город над головой» — 4 серии, ЦТ (режиссёр Геннадий Павлов)
- 1987 — «Под знаком Красного Креста» — 2 серии, ЦТ (режиссёр Сергей Сатыренко)
- 1988 — «1945» (фильм-спектакль, режиссёр Иосиф Райхельгауз)
- 1988 — «Трое на красном ковре» (фильм-спектакль, режиссёр Вячеслав Бровкин)
- 1988 — «Эшелон» — ЦТ (режиссёр Иосиф Райхельгауз)
- 1990 — «Взрослая дочь молодого человека» — ЦТ (режиссёр Анатолий Васильев)
- 1990 — «Пришёл мужчина к женщине» — ЦТ (режиссёр Иосиф Райхельгауз)
- 1991 — «Палата № 6» — ЦТ (режиссёр Юрий Ерёмин)
- 1993 — «Рыпкина любовь» (короткометражный — режиссёр Сергей Багиров)
- 1998—2002 «Самозванцы» — 12 серий, Мосфильм (режиссёр Константин Худяков)
- 2001 — «Мамука» — 12 серий, Мосфильм (режиссёр Евгений Гинзбург)

### Документальные, музыкальные фильмы и музыкальные программы
- «Ясная Поляна»
- «Игорь Ильинский — Страницы жизни»
- «Тропой Арсеньева» — автор и ведущий Н. П. Задорнов
- «Северная кругосветка»
- «Встречи с Евгением Евстигнеевым»
- «Ангелина Степанова — актриса МХАТ»
- Александр Розенбаум «Утиная охота», «Белые ночи», «Вальс Бостон»
- «Гладиаторы» с Владимиром Турчинским
- Татьяна Шмыга — 80-летие
- Лидия Федосеева-Шукшина — 70-летие

Работал с Евгением Гинзбургом на «Новогодних огоньках», «Новогодних аттракционах»

## Семья
- Жена: Божко Нина Петровна
- Дочь: Божко Ольга Александровна, участвовала в эпизодических ролях